# Wagenhausen (Eifel)
Wagenhausen ist eine Ortsgemeinde im Landkreis Cochem-Zell in Rheinland-Pfalz. Sie gehört der Verbandsgemeinde Ulmen an und ist die flächenmäßig kleinste Eifelgemeinde.

## Geographie
Wagenhausen liegt 13 Kilometer westlich der Stadt Cochem und sieben Kilometer südlich der Stadt Ulmen. Die Ortschaft erstreckt sich auf einem von Norden nach Süden zum Kerbtal des Üßbach abfallenden Bergrücken und umfasst Höhenlagen zwischen 350 m ü. NHN und 380 m ü. NHN. Naturräumlich lässt sich das zu rund 60 % landwirtschaftlich genutzte Gemeindegebiet dem Mittleren Üßbachtal zuordnen.
Wagenhausen grenzt (im Uhrzeigersinn) an die Ortsgemeinden Wollmerath, Gillenbeuren, Lutzerath und (im Landkreis Vulkaneifel) Immerath und Winkel (Eifel).

## Geschichte
Der Ort wurde unter dem Namen Waguenhusen erstmals am 28. April 1193 urkundlich erwähnt, als Kaiser Heinrich VI. der Abtei Springiersbach ihre Besitzungen bestätigte.
Wagenhausen gehörte zusammen mit Filz, Winkel und Wollmerath zur Herrschaft Wollmerath, die ein Erblehen der Grafen zu Wied war und unter der Landeshoheit von Kurtrier stand. Die letzten Herren von Wollmerath waren seit 1701 die Freiherren von Breiten-Landenberg.
Mit der Besetzung des Linken Rheinufers 1794 durch französische Revolutionstruppen endete die Herrschaft Kurtriers. 1815 wurde der Ort auf dem Wiener Kongress dem Königreich Preußen zugeordnet. Seit 1946 ist der Ort Teil des damals neu gebildeten Landes Rheinland-Pfalz.
Bevölkerungsentwicklung
Die Entwicklung der Einwohnerzahl, die Werte von 1871 bis 1987 beruhen auf Volkszählungen:
| Jahr | Einwohner |
| ---- | --------- |
| 1815 | 67        |
| 1835 | 79        |
| 1871 | 80        |
| 1905 | 74        |
| 1939 | 68        |
| 1950 | 83        |
| 1961 | 73        |

| Jahr | Einwohner |
| ---- | --------- |
| 1970 | 75        |
| 1987 | 89        |
| 1997 | 65        |
| 2005 | 59        |
| 2011 | 59        |
| 2017 | 56        |
| 2023 | 65        |

## Politik

### Gemeinderat
Der Gemeinderat in Wagenhausen besteht aus sechs Ratsmitgliedern, die bei der Kommunalwahl am 9. Juni 2024 in einer Mehrheitswahl gewählt wurden, und dem ehrenamtlichen Ortsbürgermeister als Vorsitzendem.

### Bürgermeister
Bei der Wiederholungswahl am 8. September 2024 wurde der bisherige Erste Beigeordnete Bernd Mertes zum künftigen Ortsbürgermeister von Wagenhausen gewählt. Er setzte sich dabei mit einem Stimmenanteil von 76,3 % gegen zwei Mitbewerber durch. Die Wiederholungswahl wurde notwendig, da bei der  Direktwahl am 9. Juni 2024 der einzige Kandidat nicht die erforderliche Mehrheit erreichte.
Heinz-Werner Hendges hatte das Amt 1999 übernommen. Zuletzt bei der Direktwahl am 26. Mai 2019 war er mit einem Stimmenanteil von 68,29 % für weitere fünf Jahre in seinem Amt bestätigt worden. Zum 1. April 2024 legte er das Ehrenamt vorzeitig nieder.